# ジゼラ・ゲティ
ジゼラ・マルティン・ゲティ（Gisela Martine Getty、旧姓シュミット (Schmidt)、1949年4月3日 – ）は、ドイツの写真家、著作家。

## 来歴
ジゼラ・ゲティは双子の姉妹ユッタ・ヴィンケルマンと共にカッセルのルドルフ・シュタイナー学校に通った。1966年から1970年まで、カッセル芸術大学でグラフィック、映画、写真を学んだ。ユッタとその夫で映画監督のアドルフ・ヴィンケルマンと共にカッセル映画グループを設立。
ジゼラとユッタは西ベルリンの1968年の抗議行動の参加者として、またライナー・ラングハンスの友人として知られていた。映画監督ゲルハルト・ビュッテンベンダーと俳優ロルフ・ツァハー（アンナ（1972年10月25日 - ）という娘が生まれた）との短い結婚の後、1973年からイタリアで暮らし始め、アメリカの大富豪一族のジョン・ポール・ゲティ3世と知り合った。1973年の中頃にゲティがローマで誘拐され、ジゼラとユッタは一時的に嫌疑をかけられた。1974年、ポール・ゲティ3世と結婚、息子バルサザール・ゲティ（1975年1月22日 - ）が生まれたが1993年に離婚。結婚当時ロサンゼルスとサンフランシスコで暮らし、1981年にミュンヘンに移った。1970年代に知り合った著名な友人たちとしてデニス・ホッパー、レナード・コーエン、ボブ・ディラン、カルロ・ポンティ、フェデリコ・フェリーニが挙げられる。
ユッタは1976年にミュンヘンでライナー・ラングハンス、カメラマンのアンナ・ワーナー、モデルのブリギッテ・シュトロイベルといわゆる「ハーレム」 (Der Harem) を作り上げた。1978年に映画製作者・ジャーナリストのクリスタ・リッター、1991年にゲティも加わり、ラングハンスを中心に計5人の女性の主に精神的な長期の関係が今日まで続いている。
ユッタ、著作家ジャマル・トゥシックとの共著「Die Zwillinge oder Vom Versuch, Geld und Geist zu küssen」は、1968年抗議行動世代を背景とした姉妹の伝記である。この書籍に対する評価は概ね否定的なものだった。NZZの評論家は「盲目的ナルシシズムの歴史書」「無意味な自己満足の本」と呼んだ。対してデア・シュピーゲルのマティアス・マトゥセックは「薬物による精神錯乱、並外れた狂気、アーティストのベッドでのセックス、の悪魔のようなカクテル」、「双子は性的非日常、優雅なサドマゾヒズムを持ち、2度読んでみても未だに刺激が残されている。」と評した。
2013年に出版された「Unter dem Cherrytree」は、日刊紙ディ・ヴェルトの書評において「個人的な神話（中略）、半分は日本のマンガ、半分はインドの神話、黙示録と永遠に続く輪廻転生」と書かれた。
ミュンヘンのシュヴァービングで写真家・著作家を営んでいる。

## 著作
- Kidnapping Paul. Die Geschichte einer Entführung （ユッタ・ヴィンケルマンと共著、weissbooks.w、フランクフルト・アム・マイン 2018年 ISBN 978-3-86337-125-8）
- Unter dem Cherrytree （ユッタ・ヴィンケルマンと共著、BoD Norderstedt、Bildstein版、ライプツィヒ、ドレスデン 2013年 ISBN 978-3732246-30-4）
- The Twins （ユッタ・ヴィンケルマンと共著、Blumenbar、ベルリン 2010年 ISBN 978-3-936738-72-8）
- Die Zwillinge oder Vom Versuch, Geld und Geist zu küssen （ユッタ・ヴィンケルマン、ジャマル・トゥシックと共著、weissbooks.w、フランクフルト・アム・マイン 2008年 ISBN 978-3-940888-01-3）
- Future-Sex （ユッタ・ヴィンケルマンと共著、Metropolitan-Verlag、デュッセルドルフ、ミュンヘン 1996年 ISBN 3-89623-017-4）